# イギリス国鉄多目的車両

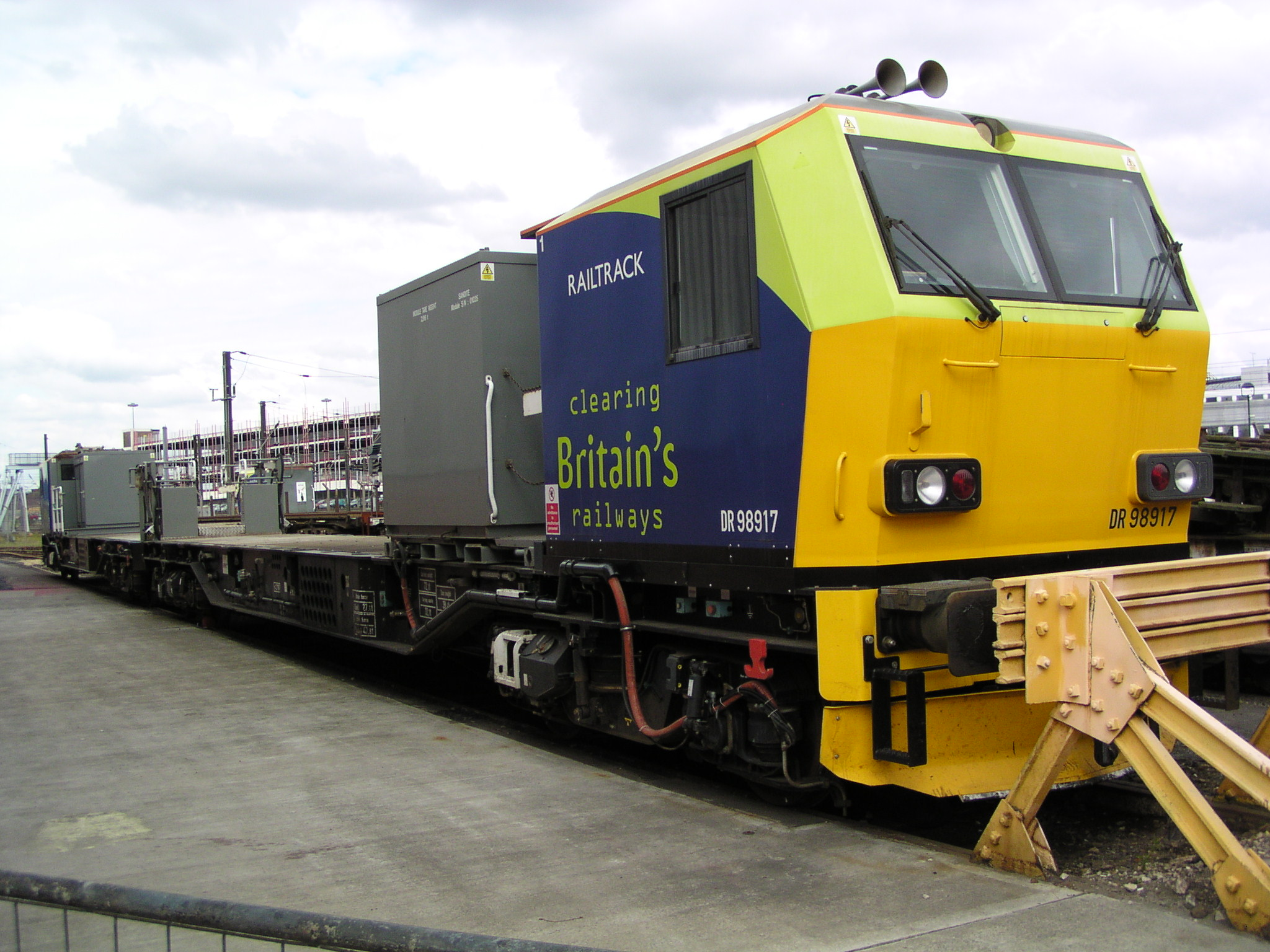
ドンカスターにてレールトラック MPV DR98917+DR98967

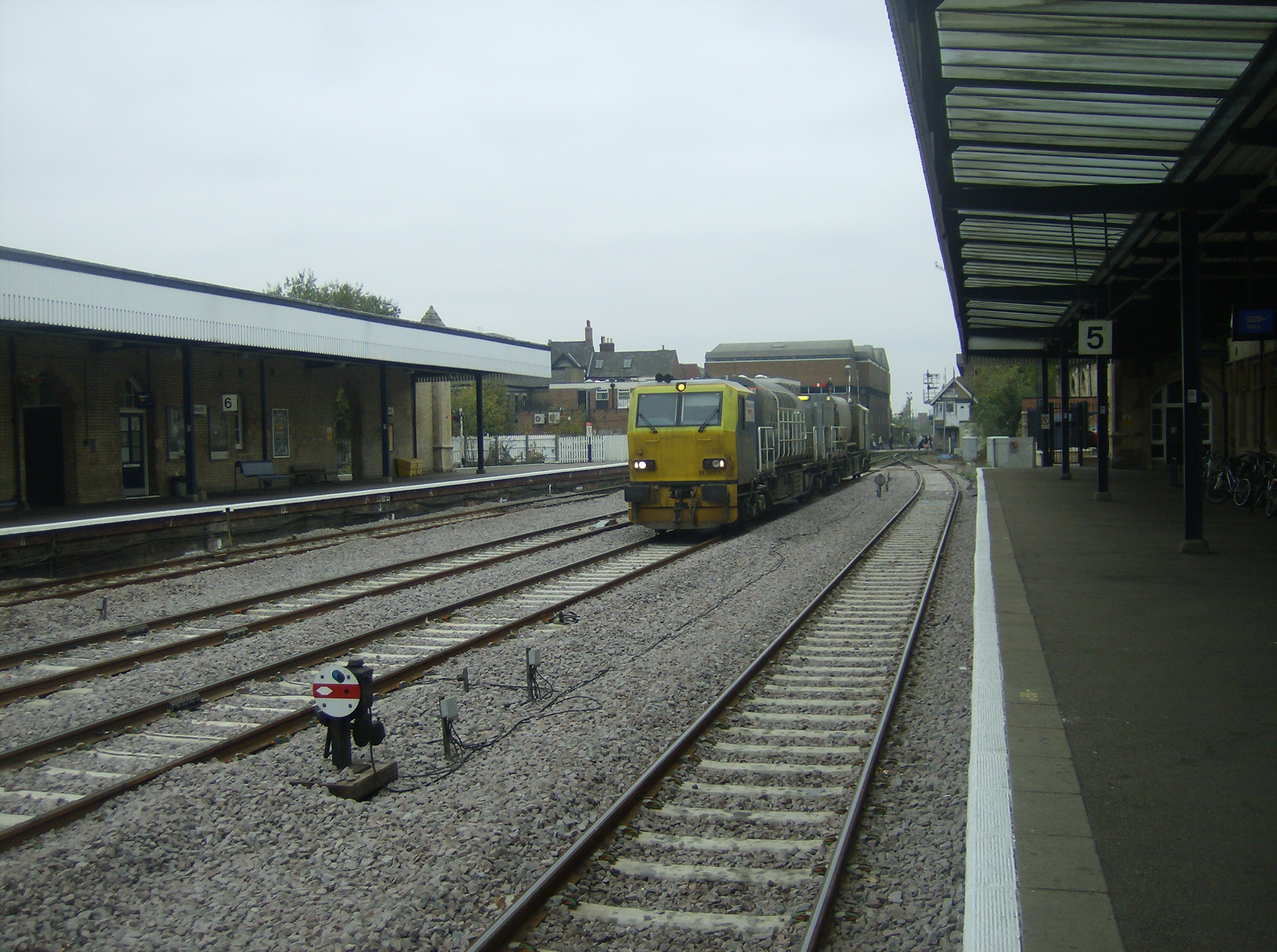
リンカン・セントラル駅を通過中のDR98915とDR98965

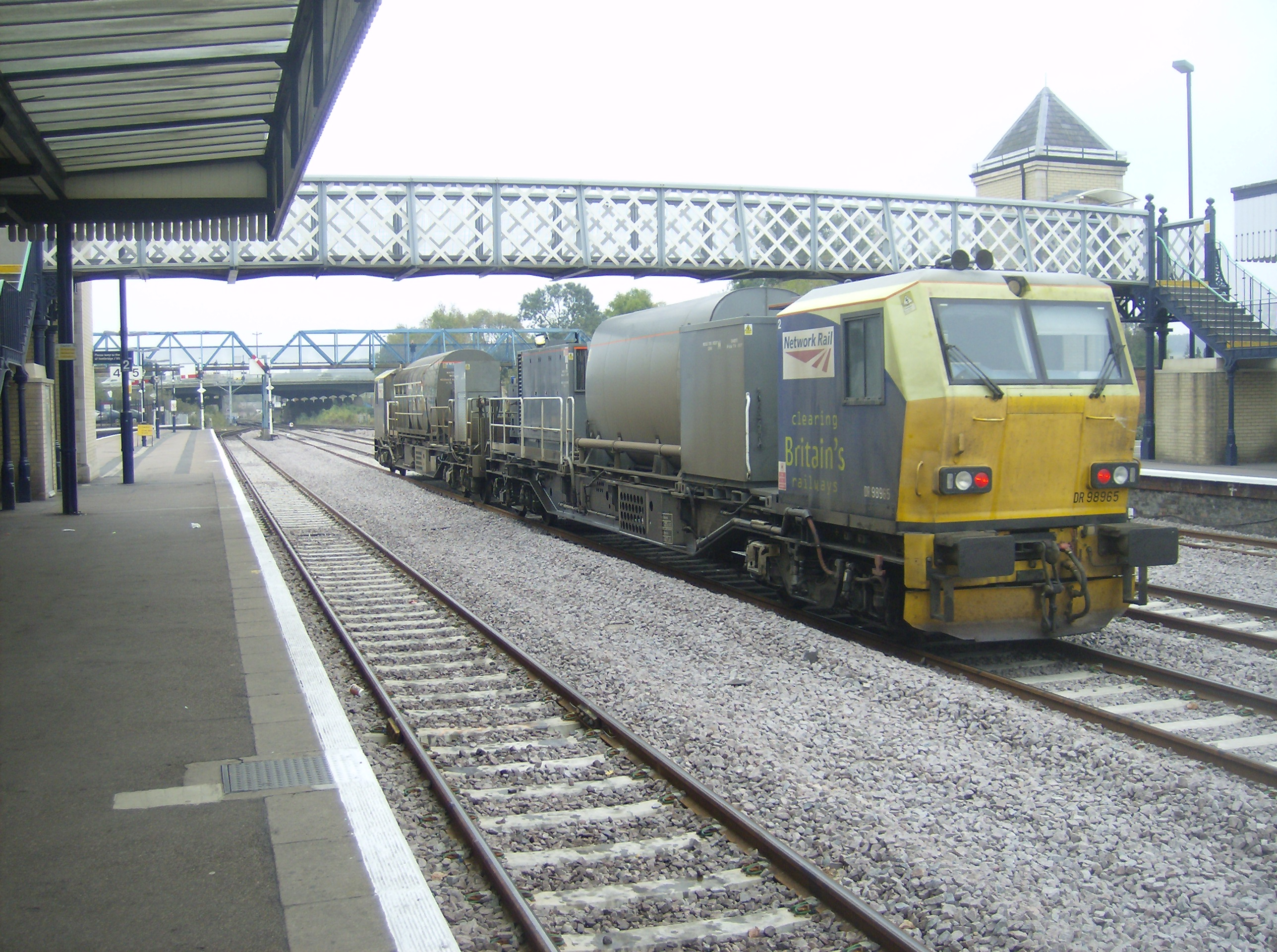
リンカン・セントラル駅を通過中のDR98915とDR98965

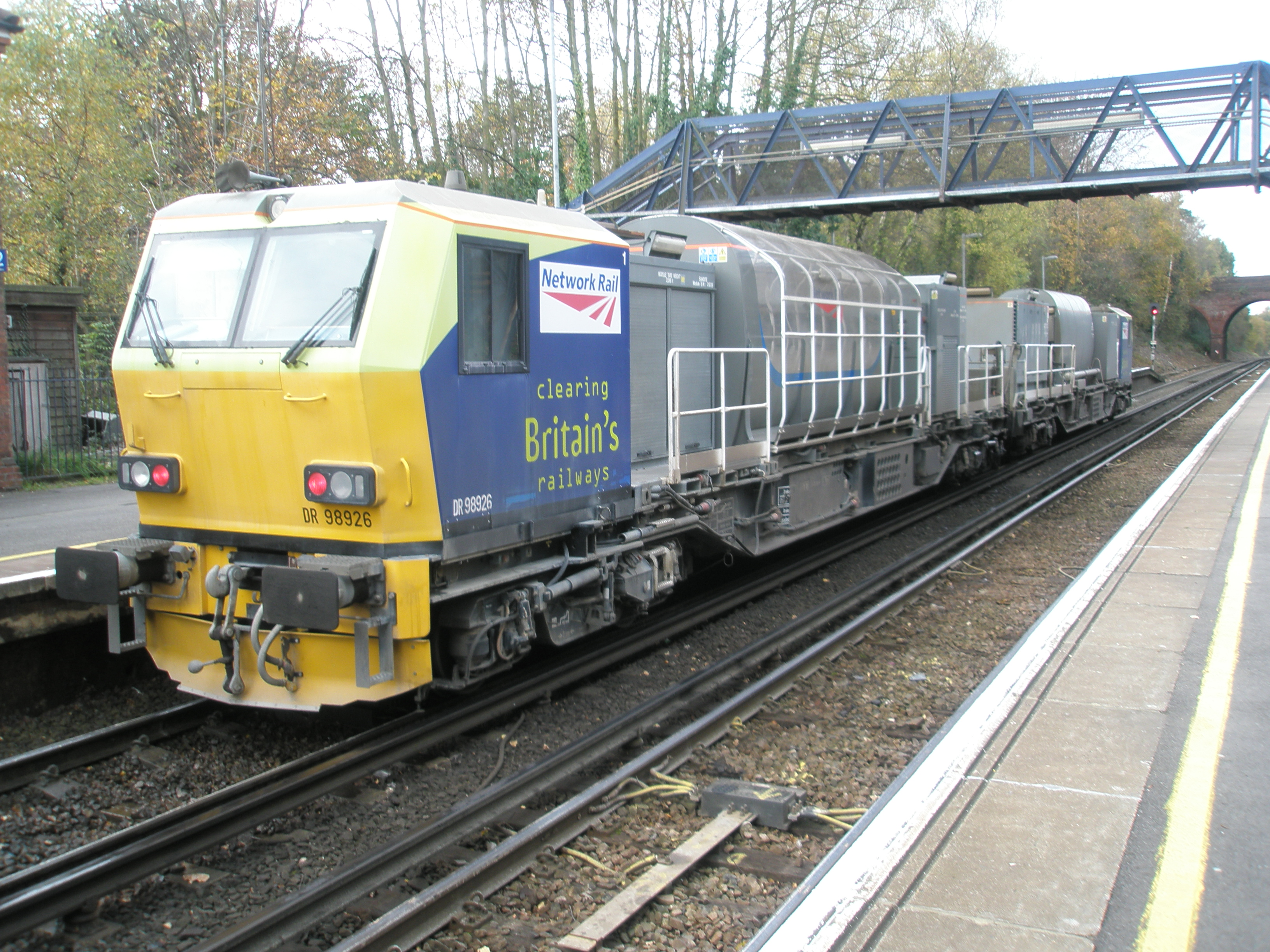
スワンヴィック駅にて　DR98926

イギリス国鉄多目的車両 (Multiple-purpose Vehicle または、MPV)は保線のための気動車である。25両の2編成が発注された。
車両はドイツのウィンドオフ社が生産した。設計はウィンドオフの設計したドイツ鉄道とオーストラリアのCRTグループで運用されているカーゴスプリンターを基にしている。
設計概念はどちらも運転席を持ち床下にエンジン/変速機を備えた総括制御式である。
標準型のコンテナをすばやく積み下ろしできることからフレイトマルチプルユニットが提案された。2005年MPVは貨物輸送に試験的に運用された。MUコントロールケーブルは貨車の間を這わせて2両のMPVをあたかもプッシュ・プルの機関車のように走らせた。バラストとして水を積み、貨物は載せなかった。
貨物列車は2005年に良好な成績を収めたことから本格的に運用されることになった。

## バリエーション
5種類あり英国での使用に適したものに開発された。
| 番号        | 番号 | 番号        | 詳細               | 所有                 | コメント                                        |
| ----------- | ---- | ----------- | ------------------ | -------------------- | ----------------------------------------------- |
| DR98901-902 | +    | DR98951-952 | 試作               | ネットワーク・レール | 半永久的に連結されて運用, e.g. DR98907+DR98957. |
| DR98903-925 | +    | DR98953-974 | 量産機             | ネットワーク・レール | 半永久的に連結されて運用, e.g. DR98907+DR98957. |
| DR98926-932 | +    | DR98976-982 | 量産機             | ネットワーク・レール | 半永久的に連結されて運用, e.g. DR98907+DR98957. |
| DR98001-014 |      |             | 架空電車線方式 MPV | ネットワーク・レール | 白色に塗装. ウェスト・コースト本線で運用        |
| DR97011-014 |      |             | 架空電車線方式 MPV | ネットワーク・レール | 青色に塗装. High Speed 1で運用                  |